# شب قبل (فیلم ۲۰۱۵)
شب قبل (انگلیسی: The Night Before) فیلمی کمدی کریسمسی استونر به کارگردانی جاناتان لوین و نویسندگی لوین، اوان گلدبرگ، کایل هانتر و آریل شفیر است که در سال ۲۰۱۵ منتشر شد. جوزف گوردون لویت، ست روگن و آنتونی مکی در نقش سه دوست صمیمی بازی می‌کنند که هر سال در شب کریسمس گرد هم می‌آیند. لیزی کاپلان، جیلیان بل، میندی کالینگ و مایکل شنون از دیگر بازیگران فیلم هستند. 
فیلم‌برداری از ۱۱ اوت ۲۰۱۴ در نیویورک آغاز شد و در ۲۰ نوامبر ۲۰۱۵ توسط کلمبیا پیکچرز منتشر شد. فیلم به طور کلی نقدهای مطلوبی  دریافت کرد و بیش از ۵۲ میلیون دلار فروخت.

## داستان
در سال ۲۰۰۱، ایتان میلر والدین خود را در یک سانحه رانندگی از دست داد. بهترین دوستانش، آیزاک و کریس تصمیم می‌گیرند هر شب کریسمس را با او بگذرانند تا او تنها نباشد. در یک جشن، آن‌ها تصمیم می‌گیرند شبی را در نیویورک بمانند و به دنبال جام مقدس جشن کریسمس بگردند.

## بازیگران
- جوزف گوردون لویت در نقش ایتان میلر
- ست روگن در نقش آیزاک گرینبرگ
- آنتونی مکی در نقش کریس رابرتز
- لیزی کاپلان در نقش دایانا
- جیلیان بل در نقش بتسی گرینبرگ
- لورین توسان در نقش خانم رابرتز
- میندی کالینگ در نقش سارا
- رندل پارک در نقش رئیس ایتان
- مایکل شنون در نقش آقای گرین
- آرون هیل در نقش تامی
- نیتان فیلدر در نقش جاشوآ
- ایلانا گلیزر در نقش ربکا
- تریسی مورگان در نقش بابانوئل / راوی
- جیسون منتزوکس در نقش بابانوئل
- جیسون جونز در نقش بابانوئل
- جیمز فرانکو در نقش خودش
- مایلی سایرس در نقش خودش
- بارون دیویس در نقش خودش